# برندا استار (فیلم ۱۹۸۹)
برندا استار (انگلیسی: Brenda Starr) یک فیلم ماجراجویی آمریکایی به کارگردانی رابرت الیس میلر بر اساس کمیک استریپ برندا استار، گزارشگر، اثر دیل مسیک است که در سال ۱۹۸۹ منتشر شد. در این فیلم بروک شیلدز، تیموتی دالتون و جفری تامبر به ایفای نقش پرداخته‌اند.
فیلمبرداری این فیلم در سال ۱۹۸۶ انجام شد. با این حال، این فیلم به‌مدت سه سال به‌دلیل دعوی قضایی طولانی در مورد حقوق توزیع منتشر نشد. برندا استار سرانجام در سال ۱۹۸۹ در برخی بازارهای بین‌المللی و در سال ۱۹۹۲ در آمریکا اکران شد.